# Landgemeinde Muhu
Die Landgemeinde Muhu (estnisch Muhu vald) liegt im Westen der Republik Estland. Sie umfasst die drittgrößte estnische Ostsee-Insel Muhu (deutsch Moon) sowie umliegende kleinere Inseln.

## Verwaltungsgliederung
Die Landgemeinde Muhu gehört zum Kreis Saare (Saare maakond). Zu ihr gehören insgesamt 52 Dörfer: Aljava, Hellamaa, Igaküla, Kallaste, Kantsi, Kapi, Kesse, Koguva, Külasema, Kuivastu, Laheküla, Lalli, Leeskopa, Lehtmetsa, Lepiku, Levalõpme, Linnuse, Liiva, Lõetsa, Mõega, Mõisaküla, Mäla, Nautse, Nõmmküla, Nurme, Oina, Pädaste, Päelda, Paenase, Pärase, Pallasmaa, Piiri, Põitse, Raegma, Rannaküla, Raugi, Rebaski, Ridasi, Rinsi, Rootsivere, Rässa, Simisti, Soonda, Suuremõisa, Tamse, Tupenurme, Tusti, Vahtraste, Vanamõisa, Viira, Võiküla, Võlla. Hauptort ist das im Zentrum der Insel gelegene Liiva.
Die größten Inseln, die zur Landgemeinde Muhu gehören, sind Kesselaid, Suurlaid, Viirelaid und Võilaid.

## Einwohnerschaft
Die Landgemeinde hat 1.603 Einwohner (Stand 1. Januar 2025).

## Bilder

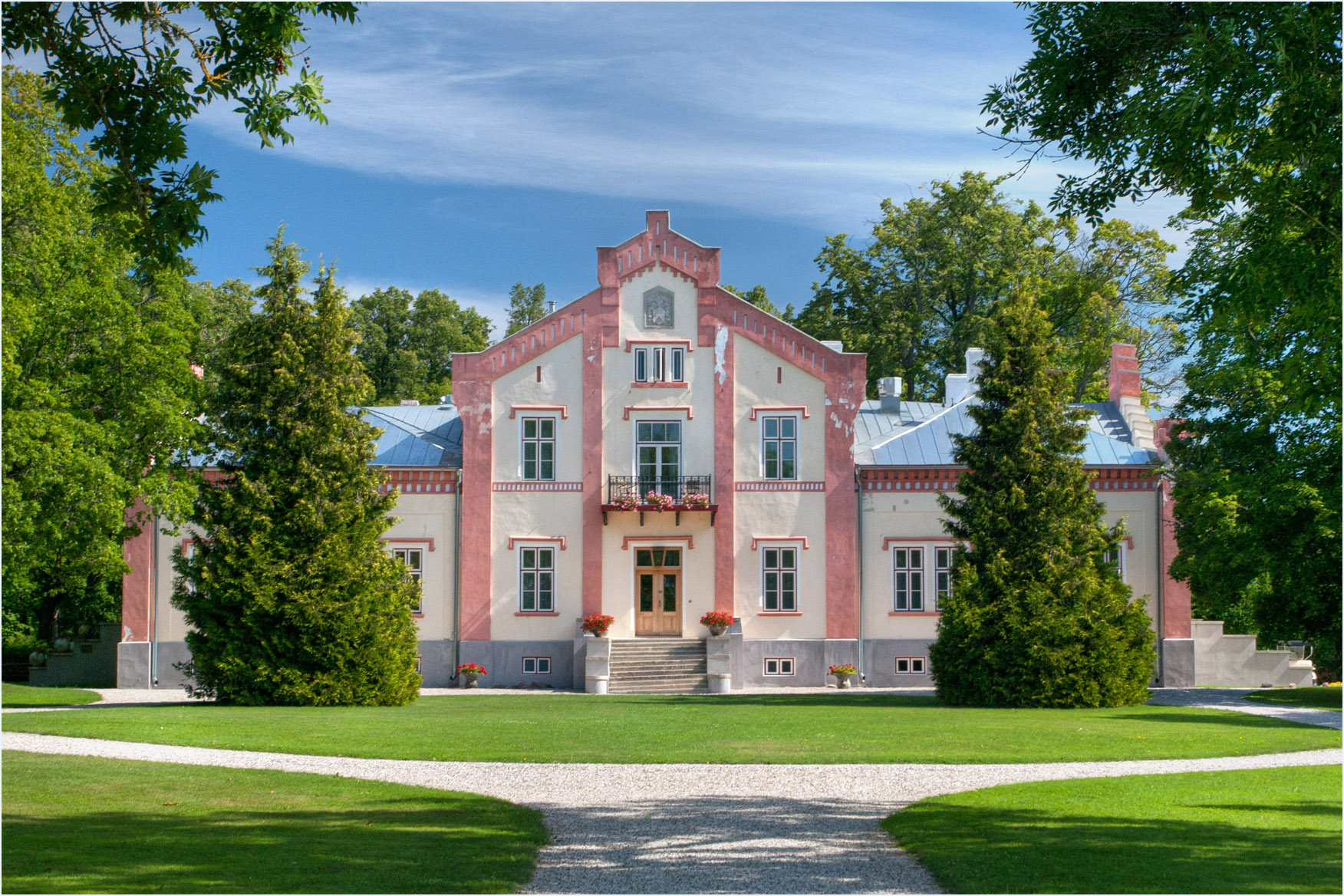
Gutshaus von Pädaste
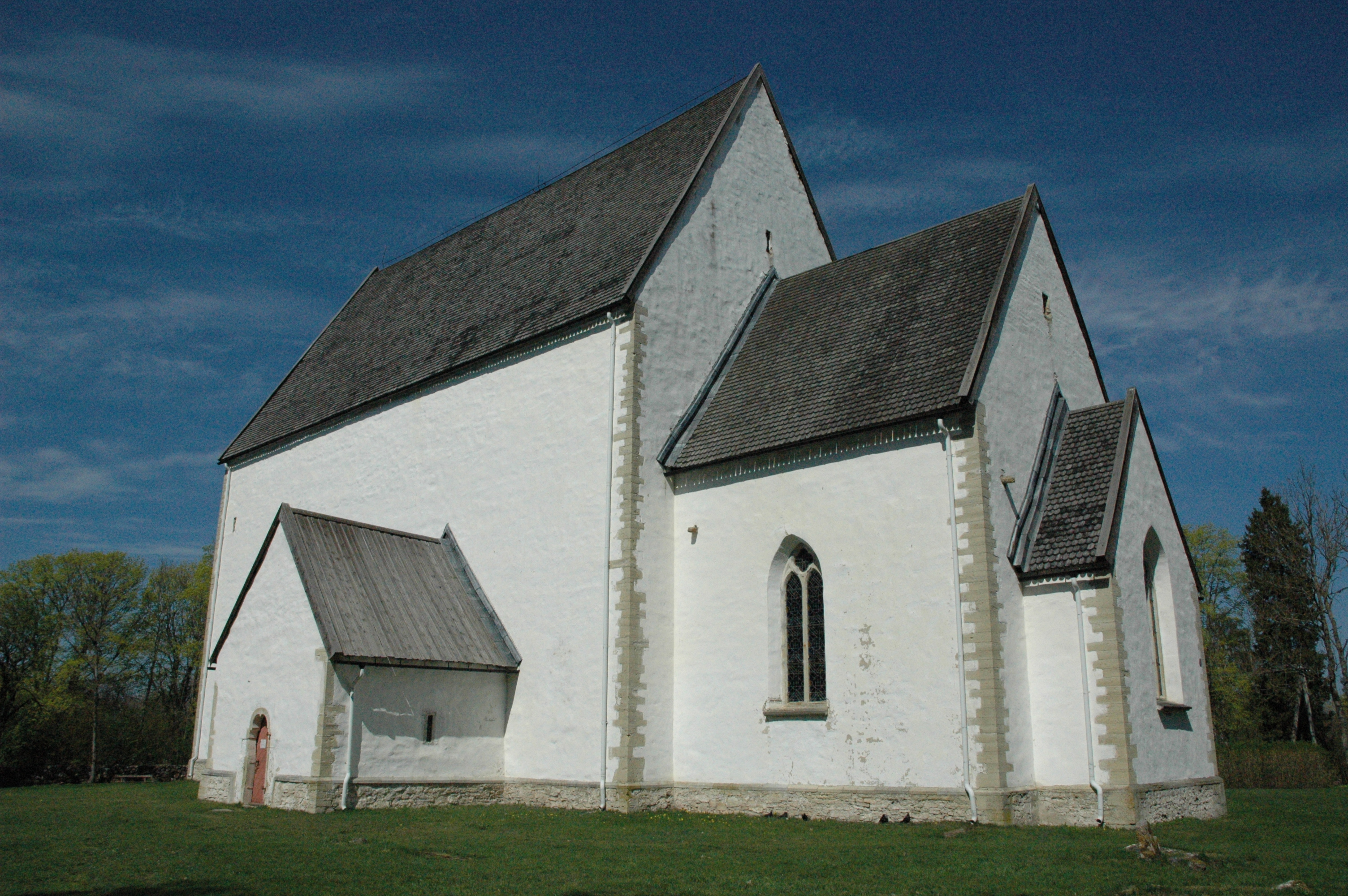
Kirche von Liiva
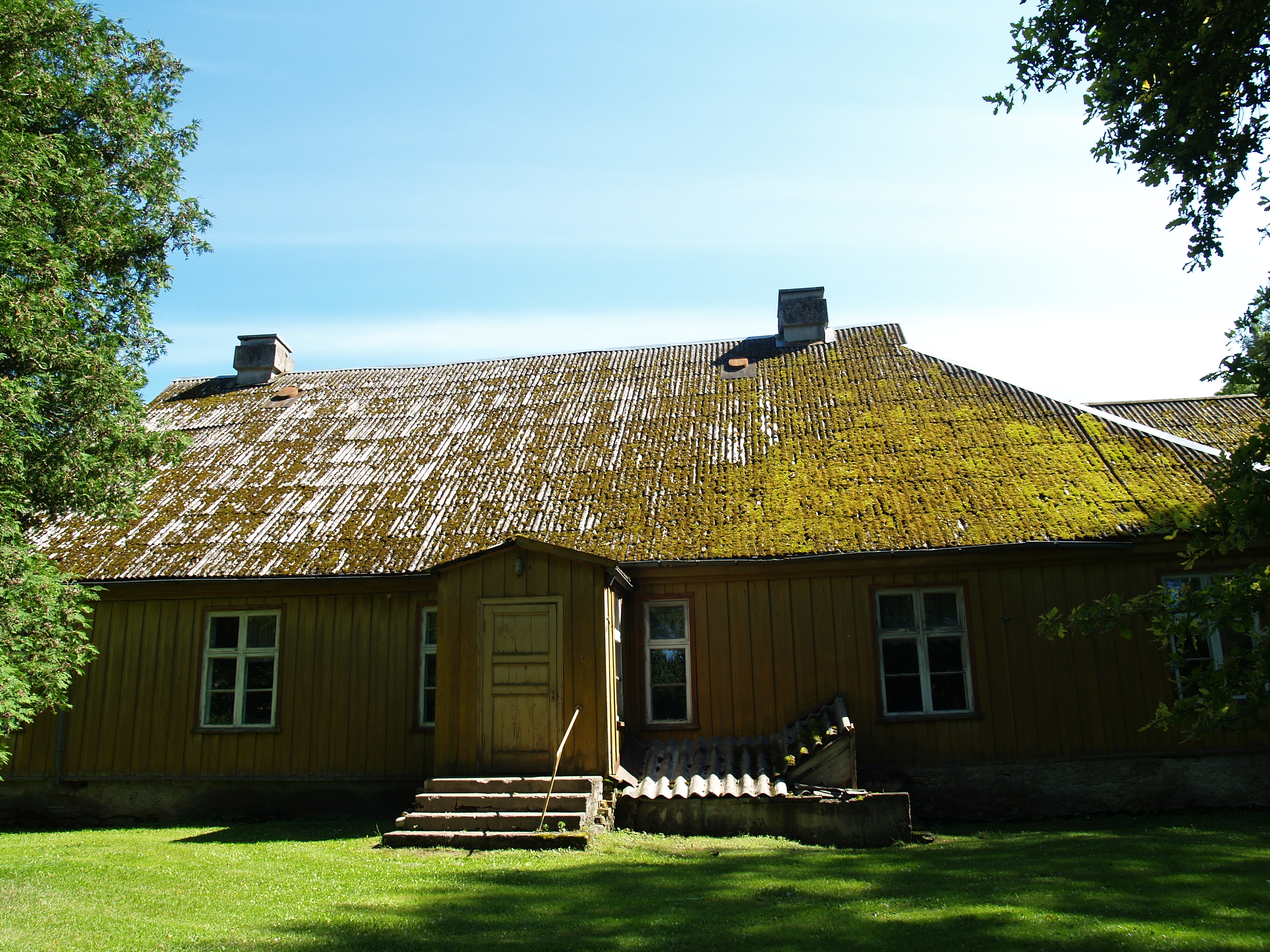
Pastorat von Liiva
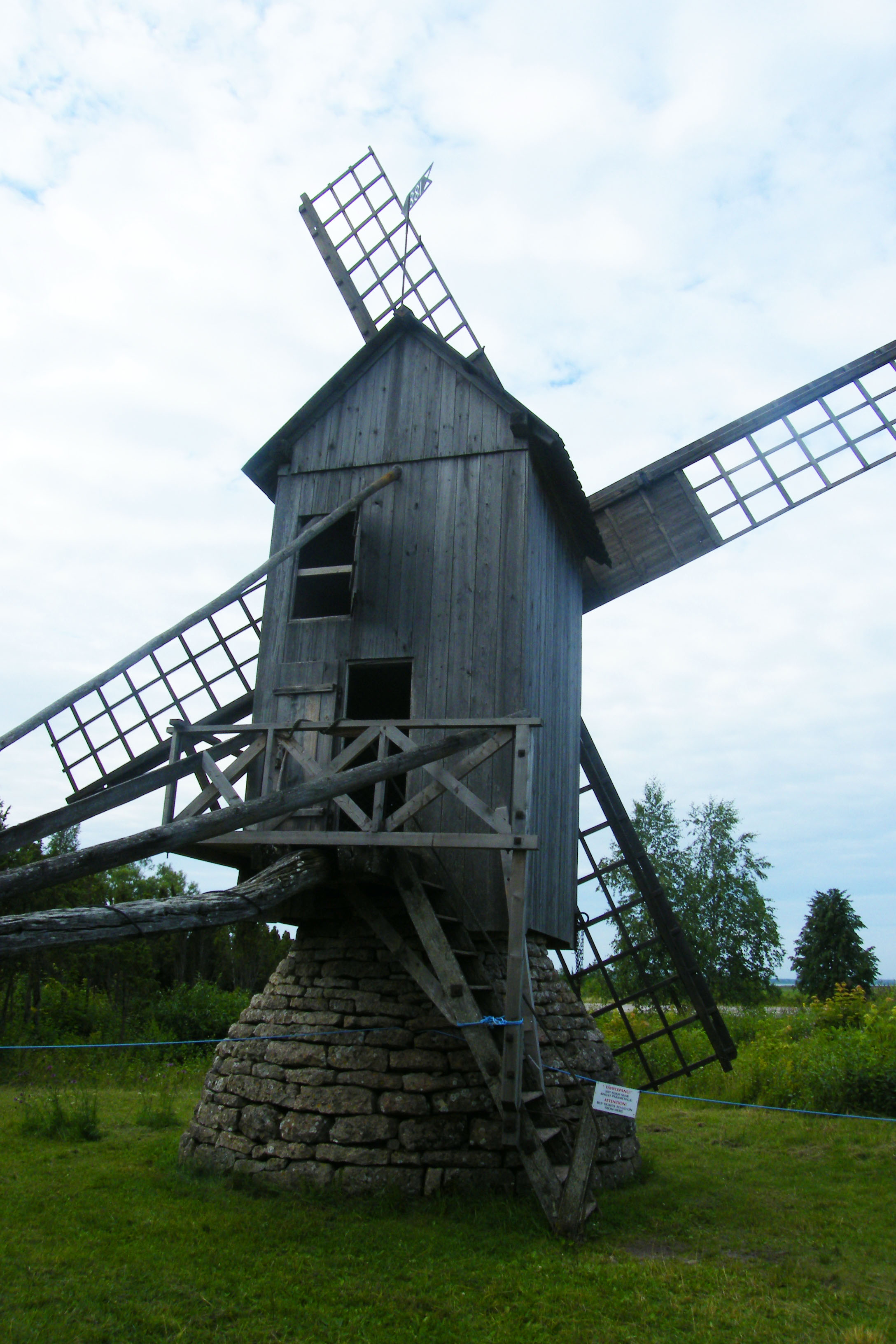
Bockwindmühle in Linnuse
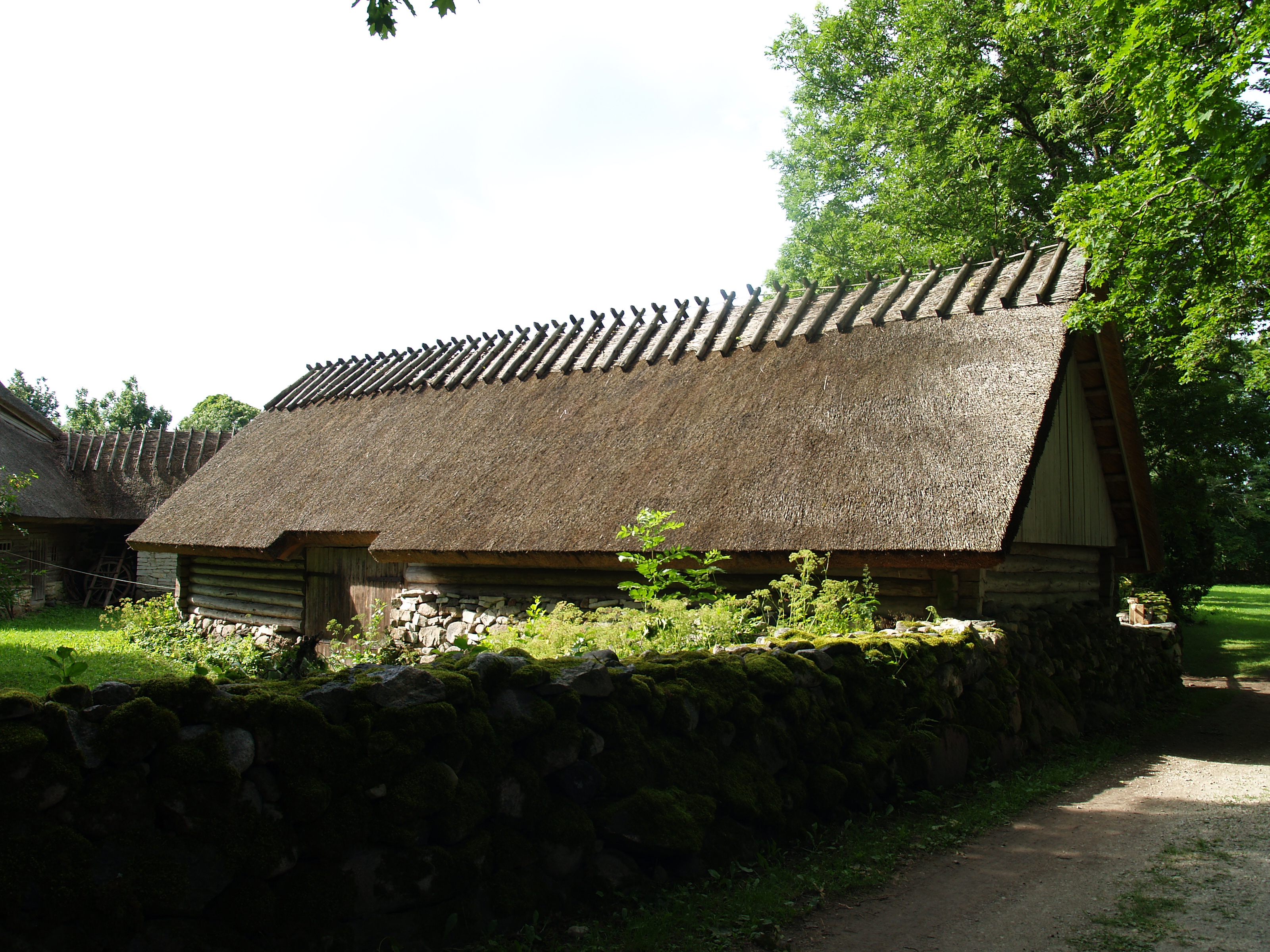
Museum von Koguva
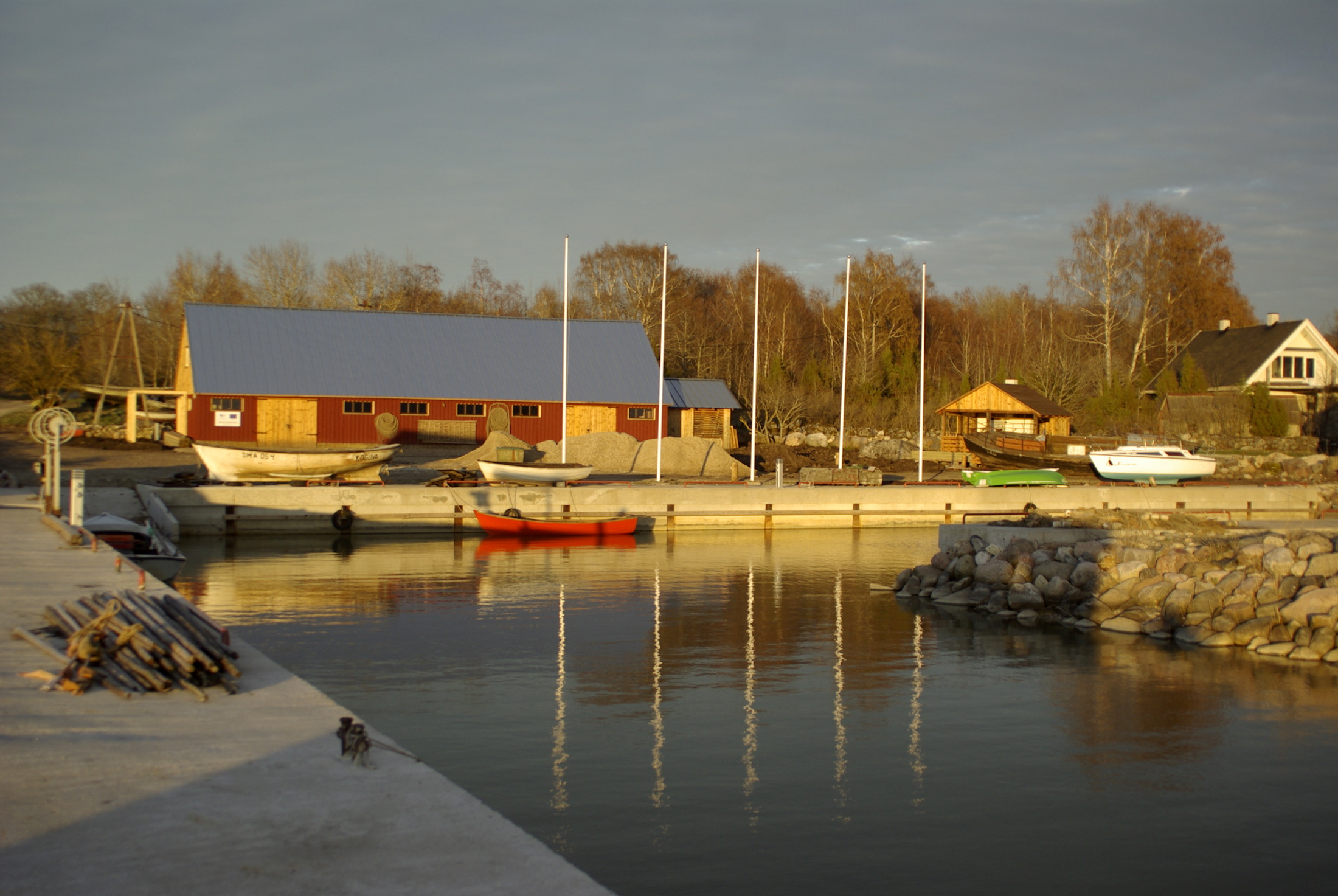
Hafen Koguva
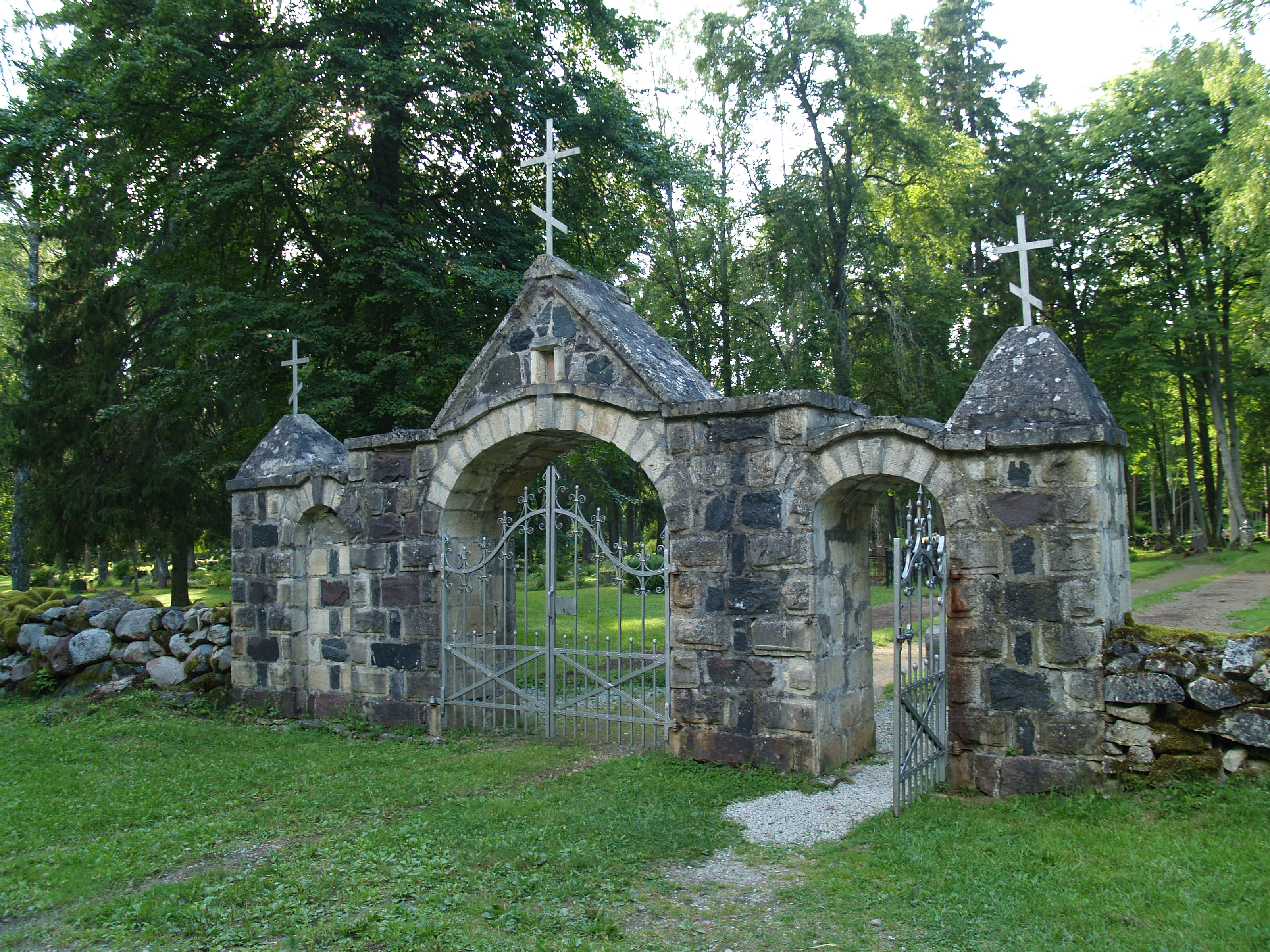
Orthodoxer Friedhof von Hellamaa
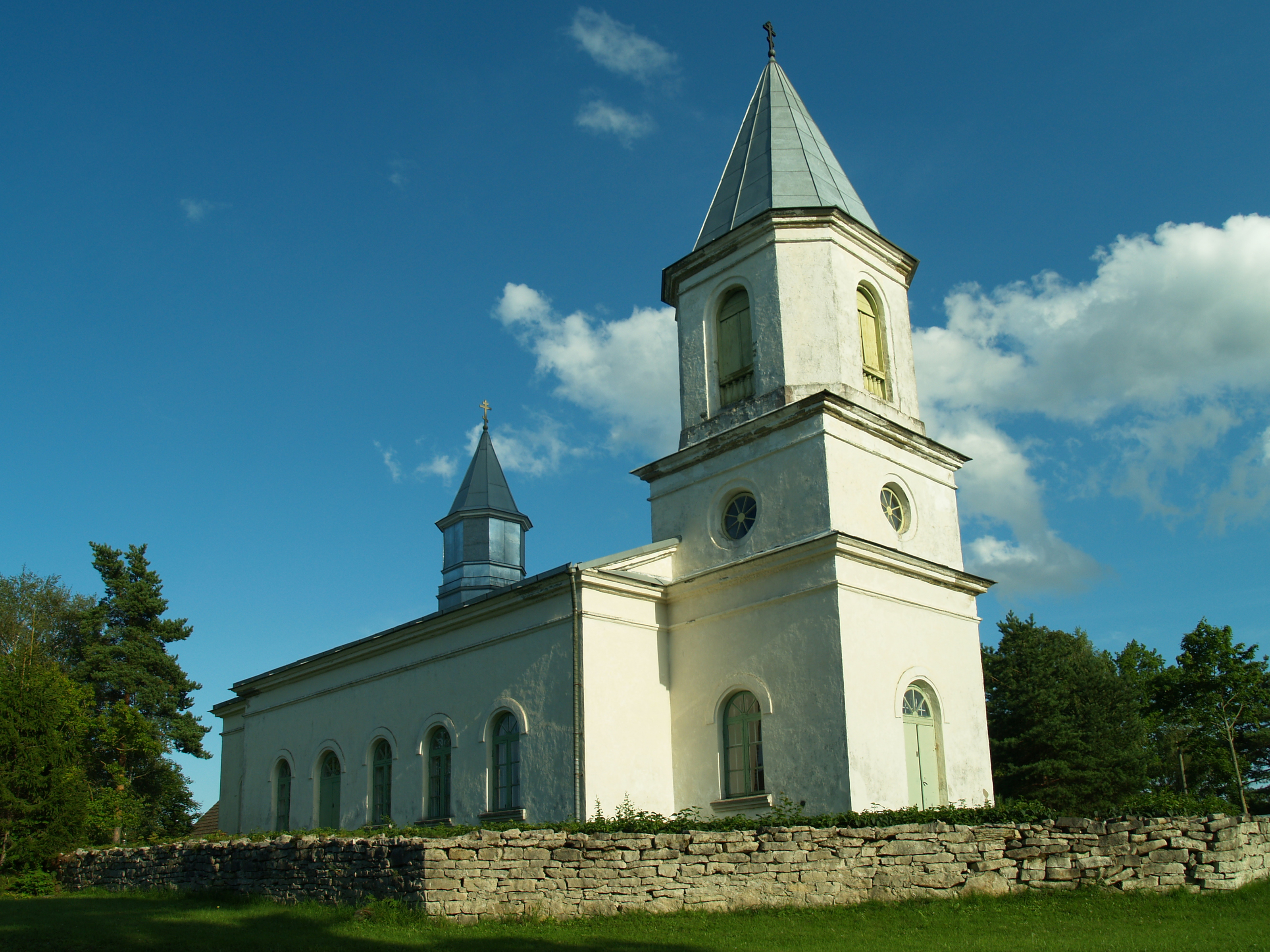
Orthodoxe Kirche von Hellamaa
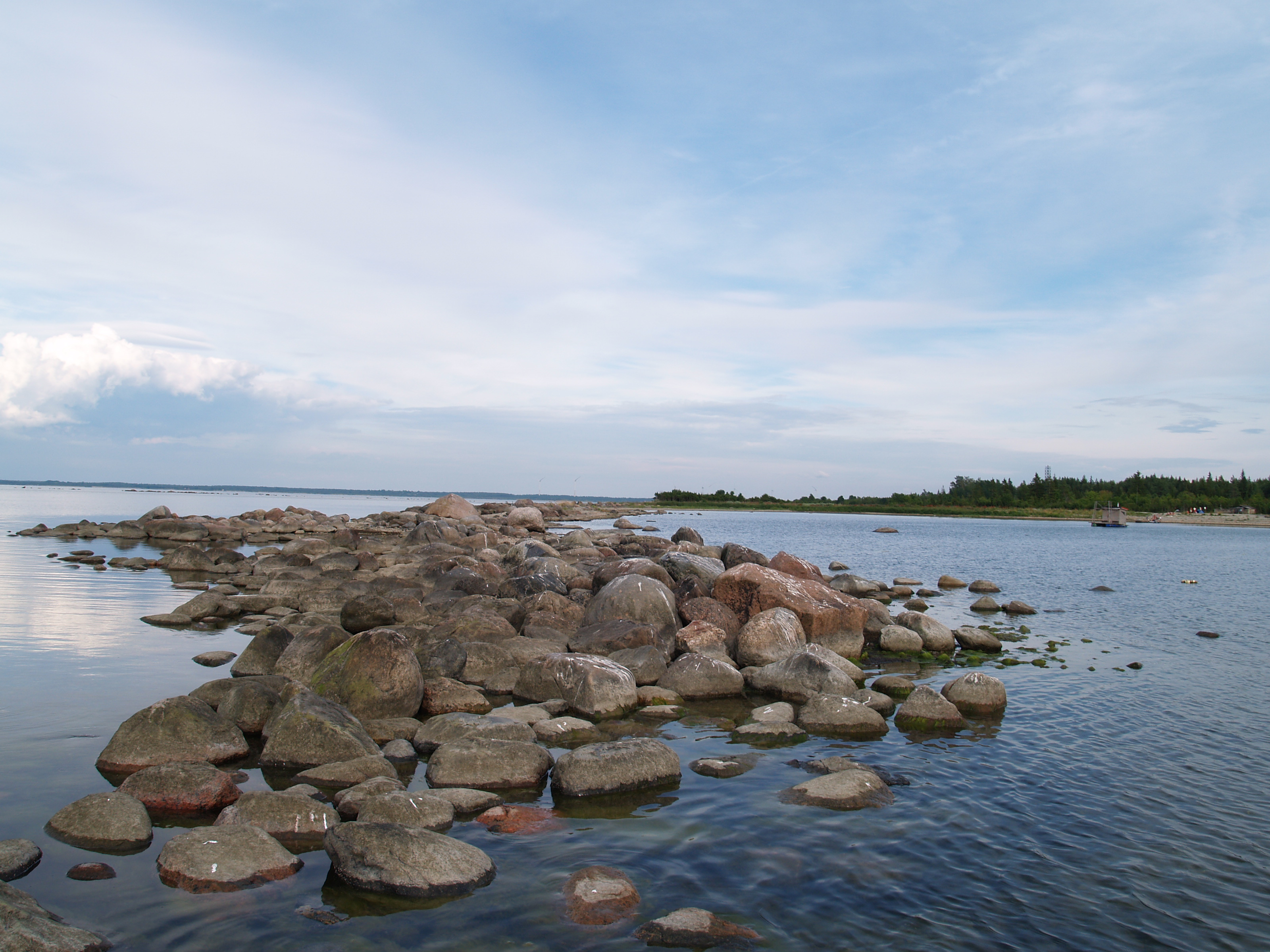
Landspitze der Insel Kesselaid
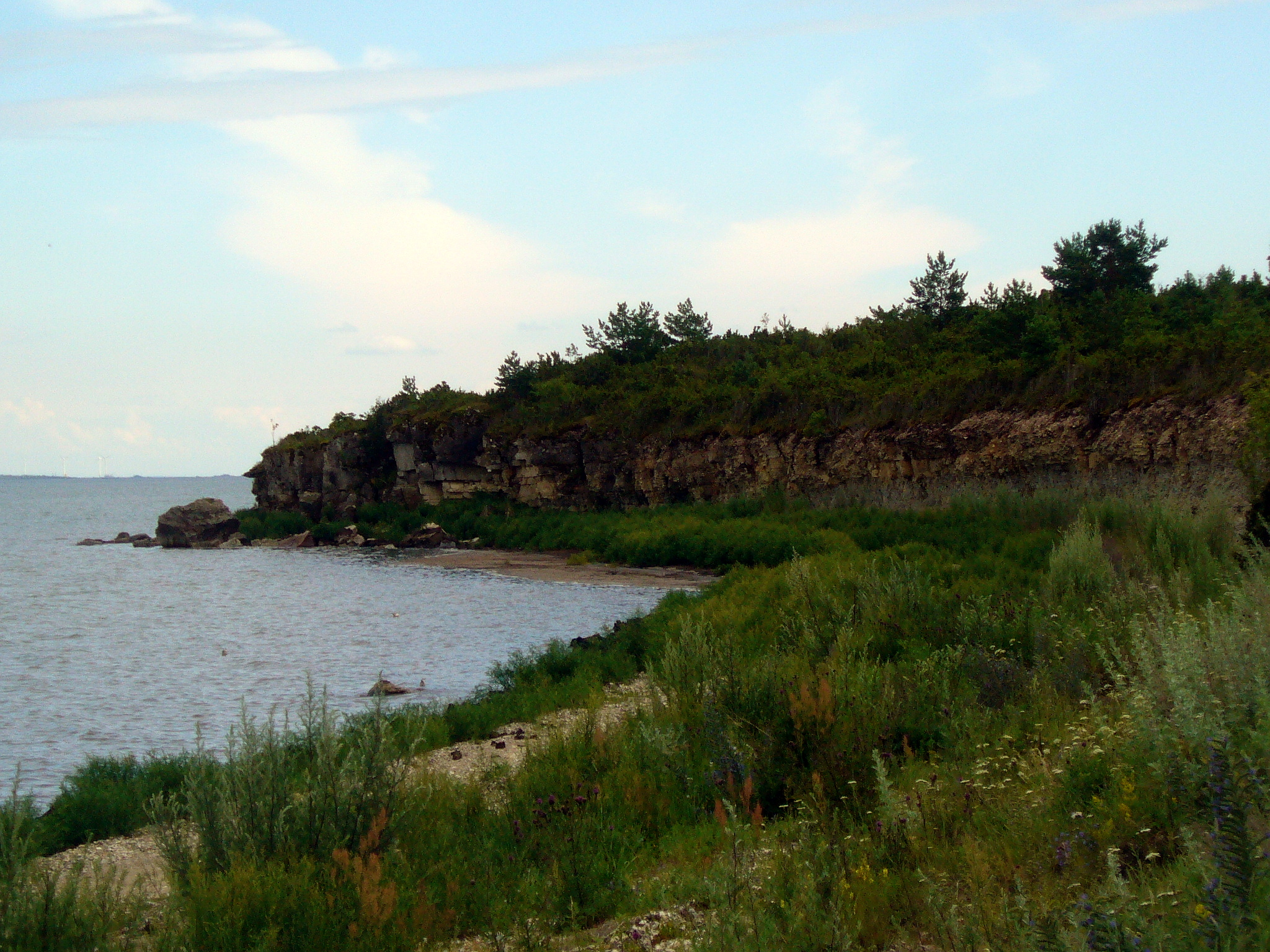
Klint von Püssinina (Dorf Lõetsa)